# Shimon Sakaguchi
Shimon Sakaguchi 坂口 志文, Sakaguchi Shimon; Shiga, 19 de janeiro de 1951) é um imunologista japonês. Trabalha na Universidade de Quioto e na Universidade de Osaka. É conhecido pela descoberta do linfócito T regulador e pela descrição de sua participação no sistema imunológico e pela aplicação deste conhecimento na manipulação de autoimunidades e câncer.

## Condecorações selecionadas
- 2004 Prêmio William B. Coley[1]
- 2008 Prêmio de Medicina Keio[2]
- 2009 Medalha de Honra do Japão
- 2011 Asahi Prize[3]
- 2012 membro estrangeiro da Academia Nacional de Ciências dos Estados Unidos[4]
- 2015 Prêmio Internacional da Fundação Gairdner[5]
- 2017 Prêmio Crafoord
- 2019 Deutscher Immunologie-Preis
- 2020 Prêmio Paul Ehrlich e Ludwig Darmstaedter[6]
- 2020 Prêmio Robert Koch[7]